# Niederzier
Niederzier – miejscowość i gmina w Niemczech, w kraju związkowym Nadrenia Północna-Westfalia, w rejencji Kolonia, w powiecie Düren. W 2010 roku liczyła 14 003 mieszkańców.

## Współpraca
Miejscowości partnerskie:
- Bleicherode, Turyngia
- Vieux-Condé, Francja